# Lignes routières Zou ! dans les Hautes-Alpes
Liste des lignes d'autocars Zou ! des Hautes-Alpes issues de l'ancien réseau 05 Voyageurs.

## Lignes saisonnières
| Ligne | Tracé                                               | Exploitant      |
| ----- | --------------------------------------------------- | --------------- |
| 515   | Veynes - Le Dévoluy                                 | Dévoluy Voyages |
| 527   | Gap - Ancelle - Saint-Léger-les-Mélèzes             | Marillac        |
| 528   | Gap - Orcières                                      | Giraud          |
| 543   | L’Argentière - Puy St Vincent - Vallouise - Pelvoux | Imbert          |
| 560   | Embrun - Les Orres                                  | Embrun bus      |
| 570   | Mont-Dauphin - Guillestre - Risoul                  | Audier          |
| 571   | Mont-Dauphin - Vars                                 | Imbert          |
| 572   | Mont-Dauphin - Ceillac                              | Favier          |
| 573   | Mont-Dauphin - Guillestre - Ristolas                | Imbert          |
| 574   | Mont-Dauphin - Arvieux                              | Petit Mathieu   |
| 575   | Mont-Dauphin - Molines-en-Queyras - Saint-Véran     | Petit Mathieu   |

## Lignes scolaires des Hautes-Alpes
| Ligne | Tracé                                          |
| ----- | ---------------------------------------------- |
| BR010 | Névache - Briançon (CL)                        |
| BR015 | RP Val des Près Les Alberts (P)                |
| BR020 | Cervières - Briançon (CL)                      |
| BR025 | Cervières - Briançon_(P)                       |
| BR036 | Pierrefeu - Briançon_(P)                       |
| BR040 | Puy-St-André - Puy-St-Pierre - Briançon (CL)   |
| BR041 | L'Argentière - Briançon-Les Garcins (C)        |
| BR050 | Les Puys - Ecole du Pinet (P)                  |
| BR080 | La Grave - Villar-d'Arène (P)                  |
| BR090 | Villar-d'Arène - La Grave - Bourg-d'Oisans (C) |
| BR091 | La Grave - Briançon (CL)                       |
| CH004 | La Motte en Champsaur - St Bonnet              |
| CH005 | Bénévent et Charbillac - St Bonnet             |
| CH010 | Bénévent - Les Infournas - St Bonnet           |
| CH015 | Les Combes - St Bonnet                         |
| CH020 | Les Combes - St Bonnet                         |
| CH025 | St Michel de Chaillol - St Bonnet              |
| CH028 | Buissard - St Julien en Champsaur              |
| CH029 | RP St Julien - St Michel de Chaillol           |
| CH035 | Le Domaine - St Bonnet                         |
| CH040 | Champoléon - Ecole de Pont du Fossé            |
| CH045 | Merlette - Ecole d’Orcières                    |
| CH055 | Orcières - St Bonnet                           |
| CH056 | Orcières - LEP Poutrain                        |
| CH060 | Hameaux de St Jean - Ecole Pont du Fossé       |
| CH064 | Gap - St Jean St Nicolas - Poutrain            |
| CH065 | St Bonnet - LEP Poutrain                       |
| CH066 | St Jean St Nicolas - St Julien - St Bonnet     |
| CH070 | Chabottes - Buissard - St-Bonnet               |
| CH075 | St Léger les Mélèzes - Ecole Pont du Fossé     |
| CH085 | Ancelle - St Laurent du Cros - St Bonnet       |
| CH086 | Ancelle - St Léger - Chabottes - St Bonnet     |
| CH092 | Forest St Julien - Chabotte                    |
| CH100 | Laye - St Laurent du Cros                      |
| CH120 | Le Glaizil - Le Noyer-Poligny - St Bonnet      |
| CH121 | Le Noyer - Poligny - Les Barraques             |
| CH135 | St Eusèbe - Les Costes - Chauffayer            |
| CH145 | La Chapelle en Valgaudemar - St Firmin         |
| CH149 | Saint Maurice en Valgo - St Firmin             |
| CH150 | La Chapelle en Valgaudemar - St Bonnet         |
| EM004 | Embrun Caléyère - Embrun                       |
| EM014 | Hameaux Châteauroux - Châteauroux village      |
| EM015 | Hameaux Châteauroux - Ecole Château            |
| EM025 | Les Orres - Embrun                             |
| EM026 | St Sauveur_Baratier – Embrun                   |
| EM030 | St André Siguret - Embrun                      |
| EM031 | Crévoux - Embrun                               |
| EM032 | Crévoux - St André d’Embrun                    |
| EM033 | Serre Bellon - St André d’Embrun               |
| EM040 | St Sauveur - Baratier                          |
| EM045 | Les Orres - Ecole du Mélezet                   |
| EM055 | Hameaux des Crots - Ecole des Crots            |
| EM060 | Hameaux des Crots - Les Crots                  |
| EM065 | Les Crots Boscodon - Embrun                    |
| EM070 | Le Sauze du Lac - Embrun                       |
| EM075 | Le Sauze du Lac - Ecole de Savines             |
| EM076 | La Treille - Ecole de Savines                  |
| EM090 | St Appolinaire - Réallon - Les Rousses         |
| EM094 | Réallon - La Treille - Embrun                  |
| EM095 | Puy Sanières - Embrun                          |
| EM100 | Puy Sanières - Puy St Eusèbe                   |
| GA010 | Hameaux Batie Neuve - La Batie Neuve           |
| GA024 | Chorges - La Batie Neuve                       |
| GA026 | Prunières - Les Bernards - Chorges             |
| GA027 | Le Fein - Le Martouret - La Batie Neuve        |
| GA031 | Prunières - Les Bernards - Chorges             |
| GA036 | Le Fein - Le Martouret - Chorges               |
| GA039 | Valserres - La Batie Neuve                     |
| GA040 | Rambaud - La Batie Neuve                       |
| GA041 | RP Rambaud - La Batie Vieille                  |
| GA045 | La Batie Vieille - Rambaud - Gap               |
| GA049 | Avançon - Valserres - St Etienne Le Laus       |
| GA053 | Manteyer - Pic Ponçon - Gap centre             |
| GA054 | La Roche - Pic Ponçon - Gap Fontreyne          |
| GA056 | RP Bréziers - Théus - Rochebrune - Remollon    |
| GA057 | Piégut - Venterol - Jarjayes                   |
| GA060 | Turriers - Bréziers - Plaine de Théus          |
| GA061 | Bréziers - Collège de Tallard                  |
| GA062 | Espinasses - Tallard                           |
| GA063 | Espinasses - Gap                               |
| GA100 | Manteyer - La Roche des Arnauds                |
| GA101 | Tournosy - Les Roux - Ecole de La Roche        |
| GA109 | Rabou - Corréo - La Roche des Arnauds          |
| GU001 | Guillestre - Vars - Barcelonnette              |
| GU005 | Villargaudin - Arvieux - Brunissard            |
| GU010 | Chât Queyras - Ville Vieille - Aiguilles       |
| GU011 | Arvieux - L’Estéyère                           |
| GU020 | Ristolas - Guillestre                          |
| GU021 | Le Queyras - Gap                               |
| GU026 | RP Molines - St Véran                          |
| GU030 | St Marcellin - Les Claux - Ste Catherine       |
| GU050 | St Véran - Molines - Chât Ville Vieille        |
| GU055 | Risoul Station - Ecole de Risoul               |
| GU060 | Les Isclasses - Ecole de Risoul                |
| GU065 | St Clément sur Durance - Guillestre            |
| GU066 | Ceillac - Guillestre                           |
| GU070 | Traverses St Clément - Ecole Réotier           |
| GU075 | St Crépin - Guillestre                         |
| GU080 | Mont Dauphin Fort - Ecole d’Eygliers           |
| GU085 | Mont Dauphin - Guillestre                      |
| GU086 | Vars - Guillestre                              |
| GU095 | Risoul - Guillestre                            |
| LA001 | Laragne - Sisteron                             |
| LA005 | Ventavon - Laragne                             |
| LA010 | RP Claret - Monêtier Allemont - Ventavon       |
| LA015 | Le Poët - Upaix - Laragne                      |
| LA020 | Upaix - Sisteron                               |
| LA021 | Ribiers - Laragne                              |
| LA030 | Laborel - Laragne                              |
| LA045 | Eourres - Laragne                              |
| LA054 | RP Orpierre - Pont Lagrand                     |
| LA065 | RP Montjay - Tresclé - Eyguians - Tresclé      |
| LA067 | Lagrand - Laragne                              |
| SE005 | Pont de Chabestan - Serres                     |
| SE006 | Pt Chabestan - Bt Monsaléon - Savournon        |
| SE010 | Savournon - Serres                             |
| SE011 | Le Bersac - Savournon                          |
| SE020 | Trescléoux - Serres                            |
| SE035 | Rosans - Serres                                |
| SE041 | Bruis - Montmorin - Ribeyret                   |
| SE045 | RP L’Epine - Ribeyret                          |
| SE055 | Sigottier - La Piarre_Serres                   |
| VA013 | Villar Meyer - St Martin de Queyrières         |
| VA025 | La Roche Rame - L’Argentière Bessée            |
| VA026 | Freissinières - L’Argentière Bessée            |
| VA030 | RP Champcella - Freissinières                  |
| VA035 | Hameaux du Puy - Puy St Vincent                |
| VA036 | Puy St Vincent - L’Argentière Bessée           |
| VA037 | Pelvoux-Vallouise - L’ Argentière              |
| VA040 | Grand Parcher - Vallouise-Pelvoux              |
| VE005 | RP La Cluse - St Etienne en Dévoluy            |
| VE010 | RP Superdévoluy - Agnières en Dévoluy          |
| VE011 | Le Dévoluy - Veynes                            |
| VE015 | St Disdier - Agnières en Devoluy               |
| VE040 | Furmeyer - Veynes                              |
| VE044 | La Bâtie Montsaléon - Veynes                   |
| VE045 | St Auban d’Oze - Veynes                        |
| VE046 | St Auban d’Oze - Veynes                        |
| VE050 | La Beaume - Veynes                             |
| VE055 | La Beaume - Aspres sur Buech                   |
| VE060 | Lus la Croix Haute - Veynes                    |

## Lignes de la région Auvergne-Rhône-Alpes circulant dans les Hautes-Alpes
- Réseau Cars Région

| Ligne | Tracé                          |
| ----- | ------------------------------ |
| D43   | Mévouillon ↔ Laragne-Montéglin |
| T91   | Grenoble ↔ Gap                 |